# OPAL (expérience)
OPAL a été l'une des grandes expériences du CERN utilisant le Grand collisionneur électron-positon. OPAL a étudié les particules et leurs interactions en collectant et analysant les collisions électron-positon. Le LEP a été, pendant un temps, le plus grand accélérateur de particules au monde. Il y a eu trois autres expériences au LEP : ALEPH, DELPHI et L3 .  

## Le détecteur

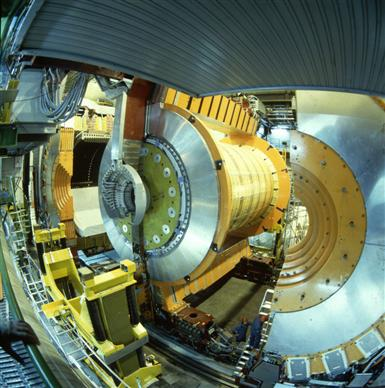
OPAL était l'un des quatre grands détecteurs du grand collisionneur électron-positon (1989-2000). Le détecteur a été démantelé en 2001 pour faire place à la construction du Grand collisionneur de hadrons (LHC).

Le détecteur OPAL était d'environ 12 m de long, 12 m de haut et 12 m de large. Les composants du détecteur étaient disposés autour du tube dans lequel circulait le faisceau, dans une structure en couches comme celle d'un oignon. Le système de suivi d'OPAL se composait d'un détecteur de microvertex au silicium, d'un détecteur de vertex, d'une "chambre à jet" et de "chambres z" (à partir de la surface latérale du tube dans lequel le faisceau circule). 
Le détecteur de microvertex au silicium et la chambre vertex ont été utilisés pour localiser les sommets de désintégration des particules à courte durée de vie et pour améliorer la résolution de la quantité de mouvement. La chambre à jet centrale a identifié les particules à partir de la quantité d'ionisation qu'elles ont provoquée et de la distance à laquelle elles se sont courbées dans le champ magnétique. Ces chambres ont bien fonctionné pour identifier les traces dans le plan perpendiculaire à l'axe du faisceau. Elles ont été complétées par ce qu'on appelle des "chambres z" sur le bord extérieur de la chambre à jet, pour fournir des mesures précises des coordonnées perpendiculaires des pistes . 
Plus loin du tube dans lequel le faisceau circule, le système calorimétrique d'OPAL a été divisé en calorimètres électromagnétiques (principalement constitués de blocs de verre au plomb), calorimètres hadroniques (partie de la culasse de retour de l'aimant, en grande partie en fer) et calorimètres placés vers l'avant, autour du tube dans lequel le faisceau circule, fermés aux deux extrémités du détecteur pour capturer les particules projetées vers l'avant par les collisions dans le LEP. Les capuchons d'extrémité du détecteur étaient également équipés de détecteurs de muons. 
Dans sa première phase de fonctionnement de 1989 à 1995, les électrons et positons sont entrés en collision dans le LEP à 91 GeV. L'objectif était de produire des bosons Z. OPAL a accumulé des millions de ces événements Z pour des mesures de haute précision. Dans la deuxième phase du LEP de 1996 à 2000, l'énergie de collision du collisionneur a été augmentée pour former des paires de bosons W dans le but de rechercher de nouvelles particules et une nouvelle physique possibles .